# نشانه‌گذاری‌شده
نشانه‌گذاری‌شده لهستانی: Naznaczony) یک مجموعهٔ تلویزیونی دلهره‌آور و فانتزی لهستانی است که در سال ۲۰۰۹ منتشر شد.

## خلاصه داستان
تادئوش کرال یک معلم ریاضیات است. او همسری به نام میلنا و دختری به نام ناتالیا دارد. یک روز مردی مرموز وارد زندگی او می‌شود که قصد دارد دربارهٔ وقایعی که در گذشته رخ داده، با او تسویه حساب کند. میلنا و ناتالیا به سختی از مرگ حتمی در یک کشتی شکسته جان سالم به‌در می‌برند، اما تادئوش کرال برای حفظ امنیت خانواده‌شان، باید با گذشته خود روبرو شود.

## گزیدهٔ بازیگران
- پیوتر آدامچیک
- آنا درشوفسکا
- یولیا وروبلفسکا
- آرکادیوش بازاک
- یژی اسکولیموفسکی
- پشمیسواف سادوفسکی
- آندژی گرابوفسکی
- یولیا کامینسکا
- الکساندر بدناش
- یانوش خابیور
- مارتا کلوبوویچ
- داریوش شیاستاچ
- ویسواف کوماسا
- سواوومیر اوژخوفسکی
- آندژی نِـیمان
- ماریوش درنژک
- مارک لواندوفسکی
- پاوئو بورچیک
- کارولینا پُرکاری
- پشمیسواف بلوشچ
- پیوتر بوروفسکی
- کریستین ویـِچورِک
- روبرت وینتسکیویچ
- پاوئو نوویش
- رافائو شیشیتسکی
- روبرت وابیخ
- یولیا پی‌یتروخا
- لسواف ژورک
- میروسواف هانیشفسکی
- روبرت چبوتار
- الژبیتا کیوفسکا
- مارچین دوروچینسکی
- آنتونی پاولیتسکی
- تامارا آرچیوخ
- کینگا ایلگنر
- گژگوش پشیبیو
- ویولتا آرلاک
- زبیگنیف زاماخوفسکی
- مونیکا کشیفکوفسکا
- لِـشِک زدونی
- بوریس شیتس
- ایلونا اوستروفسکا
- آندژی ژیلینسکی
- آگنیشکا میخالسکا
- الکساندر میکووایچاک
- کارولینا کومینک
- دوروتا سگدا
- کاتاژینا کووچک
- آندژی کونوپکا
- دانیل اولبریخسکی
- آنا کرچ
- ماریوش زانیفسکی
- مارتا نیرداکیویچ
- ماوگوژاتا بوچکوفسکا
- ماوگوژاتا زایاژکوفسکا
- ووکاش سیملات
- پیوتر پولک
- دوروتا ولمان
- کشیشتف دراچ
- وویچیخ کالاروس
- آرکادیوش یانیچک
- آندژی آندژیفسکی
- مارچین پروکوپ